# Lambertona
Lambertona is een geslacht van uitgestorven zee-egels uit de familie Schizasteridae.

## Soorten
- Lambertona lamberti (Sanchez Roig, 1924) † Vroeg-Eoceen, Cuba.
- Lambertona lyoni (Hutton, 1873) † Oligoceen, Nieuw-Zeeland.
- Lambertona perplexa Henderson, 1975 † Mioceen, Nieuw-Zeeland.
- Lambertona perdita Henderson, 1975 † Tertiair, Nieuw-Zeeland.